# Arithmetische Reihe
Arithmetische Reihen sind spezielle mathematische Reihen. Eine arithmetische Reihe entsteht durch die Summierung einer arithmetischen Folge. Arithmetische Reihen sind üblicherweise divergent (außer im Spezialfall einer konstanten Folge). Es interessieren deshalb vor allem die Reihenglieder (d. h. die Partialsummen), die auch als endliche arithmetische Reihen bezeichnet werden. 

## Definition
Ist {\displaystyle a_{1},a_{2},a_{3},\ldots } eine arithmetische Folge, so ist die Folge der Partialsummen {\displaystyle s_{1},s_{2},s_{3},\ldots } mit
{\displaystyle s_{n}=\sum _{i=1}^{n}a_{i}=a_{1}+a_{2}+\dotsb +a_{n}}
eine arithmetische Reihe.

## Berechnung
Für die Glieder einer arithmetischen Folge {\displaystyle a_{1},a_{2},a_{3},\ldots } gilt die explizite Formel {\displaystyle a_{i}=a_{1}+(i-1)d}. Durch Einsetzen in den Summenausdruck erhält man
{\displaystyle s_{n}=\sum _{i=1}^{n}(a_{1}+(i-1)d)}.
Hieraus lassen sich verschiedene geschlossene Formeln für {\displaystyle s_{n}} gewinnen:
- Bei Kenntnis von {\displaystyle a_{1}} und {\displaystyle d} lässt sich {\displaystyle s_{n}} berechnen als

{\displaystyle s_{n}=na_{1}+{\frac {n(n-1)}{2}}d}.
- Bei Kenntnis von {\displaystyle a_{1}} und {\displaystyle a_{n}} lässt sich {\displaystyle s_{n}} berechnen als

{\displaystyle s_{n}=n\cdot {\frac {a_{1}+a_{n}}{2}}}.
Die letzte Formel lässt sich besonders leicht merken: Die Summe einer endlichen arithmetischen Folge ist die Anzahl der Glieder multipliziert mit dem arithmetischen Mittel des ersten und des letzten Gliedes.
Formal beweisen lassen sich die beiden Formeln mithilfe der Methode der vollständigen Induktion.

## Spezielle Summen
Für die Summe der ersten {\displaystyle n} natürlichen Zahlen {\displaystyle (a_{1}=1,d=1)} gilt die Gaußsche Summenformel
{\displaystyle \sum _{k=1}^{n}k=1+2+3+\dotsb +n={\frac {n(n+1)}{2}}}
und für die Summe der ersten {\displaystyle n} ungeraden natürlichen Zahlen {\displaystyle (a_{1}=1,d=2)} gilt
{\displaystyle \sum _{k=1}^{n}(2k-1)=1+3+5+7+\dotsb +(2n-1)=n\cdot {\frac {1+2n-1}{2}}=n^{2}} .

## Arithmetische Reihen höherer Ordnung
Die Definition einer arithmetischen Reihe lässt sich mithilfe von arithmetischen Folgen höherer Ordnung verallgemeinern. Eine Reihe heißt demnach arithmetische Reihe höherer Ordnung, wenn sie durch Summierung einer arithmetischen Folge höherer Ordnung entsteht.

### Berechnung
Formeln zur Berechnung von Gliedern arithmetischen Reihen allgemeiner Ordnung:
- {\displaystyle \sum _{i=1}^{n}i={\frac {n(n+1)}{2}}}
- {\displaystyle \sum _{i=1}^{n}i^{2}={\frac {n(n+1)(2n+1)}{6}}}
- {\displaystyle \sum _{i=1}^{n}i^{3}=\left({\frac {n(n+1)}{2}}\right)^{2}}

Im allgemeinen Fall gilt die Faulhabersche Formel:
- {\displaystyle \sum _{i=1}^{n}i^{p}={\frac {(n+1)^{p+1}}{p+1}}+\sum _{k=1}^{p}{\frac {B_{k}}{p-k+1}}{p \choose k}(n+1)^{p-k+1}}.

Dabei bezeichnet {\displaystyle B_{k}} die {\displaystyle k}-te Bernoulli-Zahl.